# Liparis jamaicensis
Liparis jamaicensis là một loài thực vật có hoa trong họ Lan. Loài này được Lindl. ex Griseb. mô tả khoa học đầu tiên năm 1866.